# Meseta del Columbia
La meseta del Columbia (del inglés: Columbia Plateau) es una amplia meseta de la zona del Pacífico Noroeste  de los Estados Unidos atravesada por el río Columbia, una meseta de inundación de basalto localizada entre la cordillera de las Cascadas y las Montañas Rocosas. Es una región geológica y geográfica que administrativamente, comprende parte de los estados de Washington, Oregón e Idaho. Una de las acepciones del término «cuenca del Columbia» (Columbia Basin) se refiere a más o menos la misma zona que la meseta del Columbia.
El término "ecorregión de la Meseta de Columbia" es una ecorregión de nivel III establecida por la Agencia de Protección Ambiental de Estados Unidos (EPA) que abarca aproximadamente 32.100 millas cuadradas (83.139 km²) de terreno en los estados estadounidenses de Washington, Oregón e Idaho. Las ecorregiones son  áreas definidas ecológica y geográficamente por la EPA de Estados Unidos.

## Geología

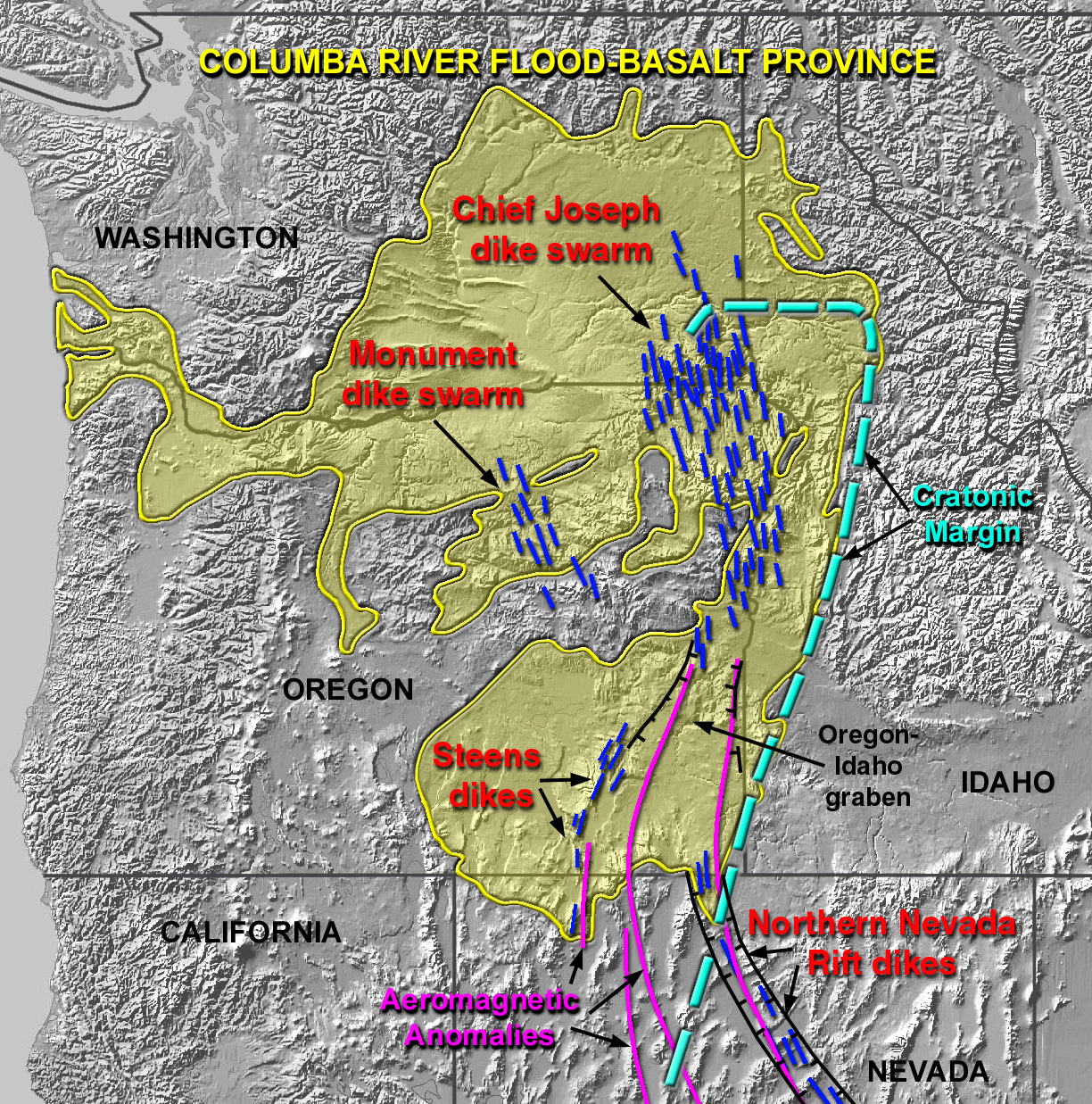
La provincia basáltica Río Columbia

A finales del Mioceno y principios del Plioceno, una de las mayores inundaciones de basalto surgió alrededor de 160 000 km² del Pacífico Noroeste, formando una gran provincia ígnea. Durante un período de tal vez de 10 a 15 millones años, fluyó la lava después de que el flujo se derramase por la superficie, acumulando en última instancia hasta un espesor de más de 1,8 km. A medida que la roca fundida llegaba a la superficie, la corteza de la Tierra se hundía poco a poco ocupando el espacio dejado por la lava surgente.
Esa subsidiencia de la corteza produjo esta gran meseta, una amplia llanura de lava ligeramente deprimida que a veces también es conocida como la cuenca del Columbia. El antiguo río Columbia se vio obligado a discurrir por su curso actual por la lava que avanzaba hacia el noroeste. La lava, cuando fluía sobre el área, llenó primero los valles fluviales, formando diques que a su vez causaron embalses o lagos. En los lechos de estos lagos hay impresiones fósiles de hojas, madera petrificada, insectos fósiles y huesos de animales vertebrados.
Las evidencias sugieren que alguna fuente de calor concentrado está fundiendo roca bajo la provincia de Columbi, en la base de la litosfera (la capa de corteza y manto superior que forma las placas tectónicas móviles de la Tierra). Para averiguar por qué esta zona, alejada de un límite de placas, recibió tal cantidad de lava, los científicos establecieron las fechas de endurecimiento de muchos de los flujos de lava. Descubrieron que las rocas volcánicas más jóvenes se agrupaban cerca de la meseta de Yellowstone y que, cuanto más al oeste, más antiguas eran las lavas.
Aunque los científicos aún están reuniendo pruebas, una explicación probable es que un hot spot, una pluma extremadamente caliente de material profundo del manto, está subiendo a la superficie bajo la Provincia de la Meseta de Columbia. Bajo Hawái e Islandia, se desarrolla una inestabilidad térmica (por razones aún no bien comprendidas) en el límite entre el núcleo y el manto. El calor concentrado desencadena un penacho de cientos de kilómetros de diámetro que asciende directamente a través de la superficie de la Tierra.
El trazado de este punto caliente comienza en el oeste y se extiende hasta el Parque Nacional de Yellowstone. Las fumarolas humeantes y los géiseres explosivos son una prueba fehaciente de la concentración de calor bajo la superficie. El punto caliente está inmóvil, pero la placa norteamericana se mueve sobre él, creando un magnífico registro de la velocidad y dirección del movimiento de las placas.

## Flora y fauna
La meseta del Columbia se asocia con la ecorregión Meseta del Columbia, parte de la ecorregión «praderas neárticas templadas y subtropicales, sabanas y matorrales» ( 'Nearctic temperate and subtropical grasslands, savannas, and shrublands') del bioma de «pastizales, sabanas y matorrales templados».
Las principales especies de animales que habitan la meseta de Columbia son:  urogallo de cola afilada, urogallo de los pantanos, liebre de cola negra, liebre de cola blanca, ardilla terrestre de Townsend, ardilla terrestre de Washington, ardilla listada, ciervo mulo, serpiente cascabel occidental, castor y salamandra tigre.

## Geografía

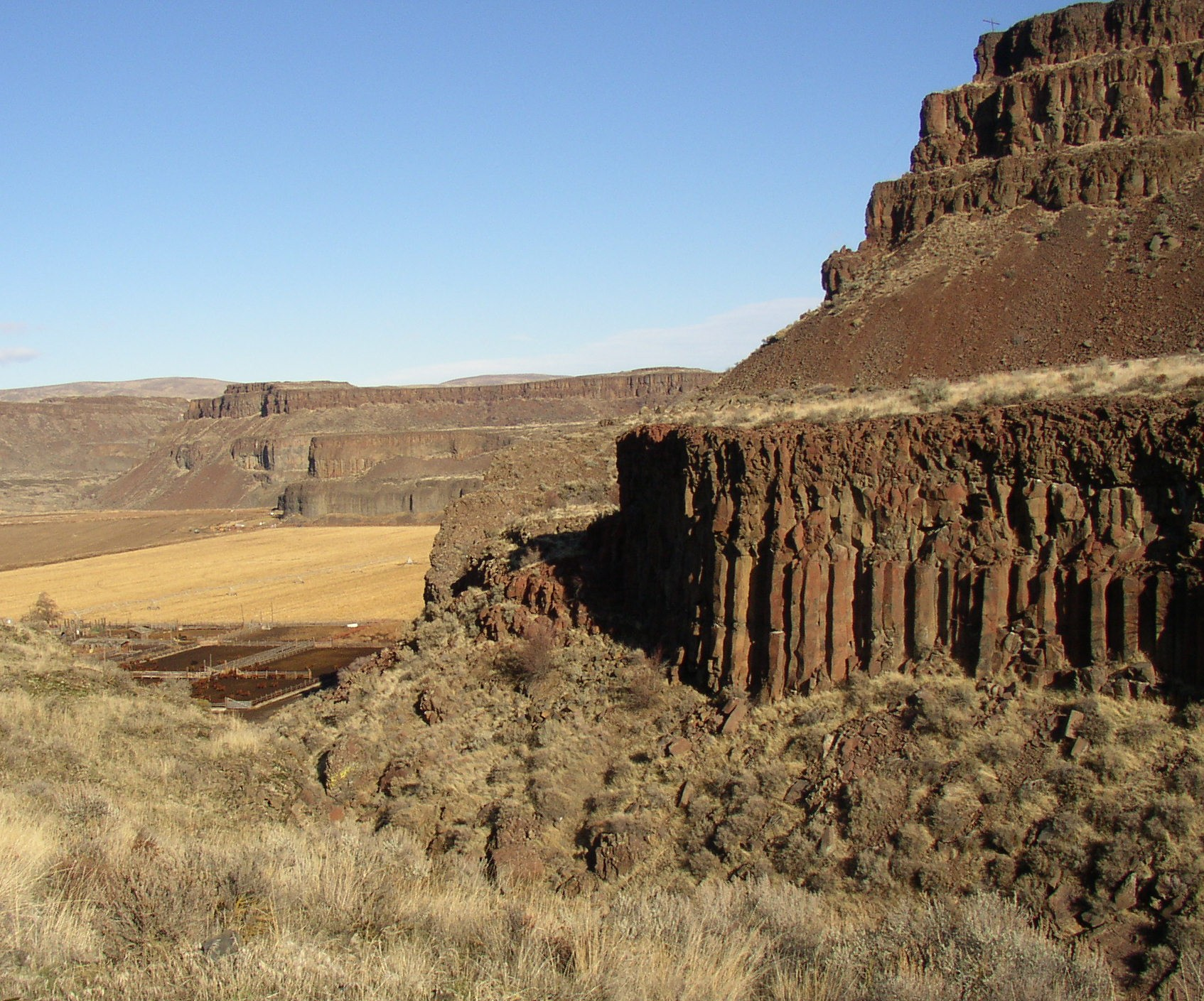
Múltiples coladas de basalto superpuestas en el macizo basáltico del río Columbia (Moses Coulee, WA)

La costa oeste limita con el golfo de Carpentaria y la costa este limita con el mar del Coral. La península está bordeada por agua por tres vertientes (norte, este y oeste). el límite oficial de la Cape York Peninsula Heritage Act de 2007 de Queensland pasa a unos 16° de latitud sur.

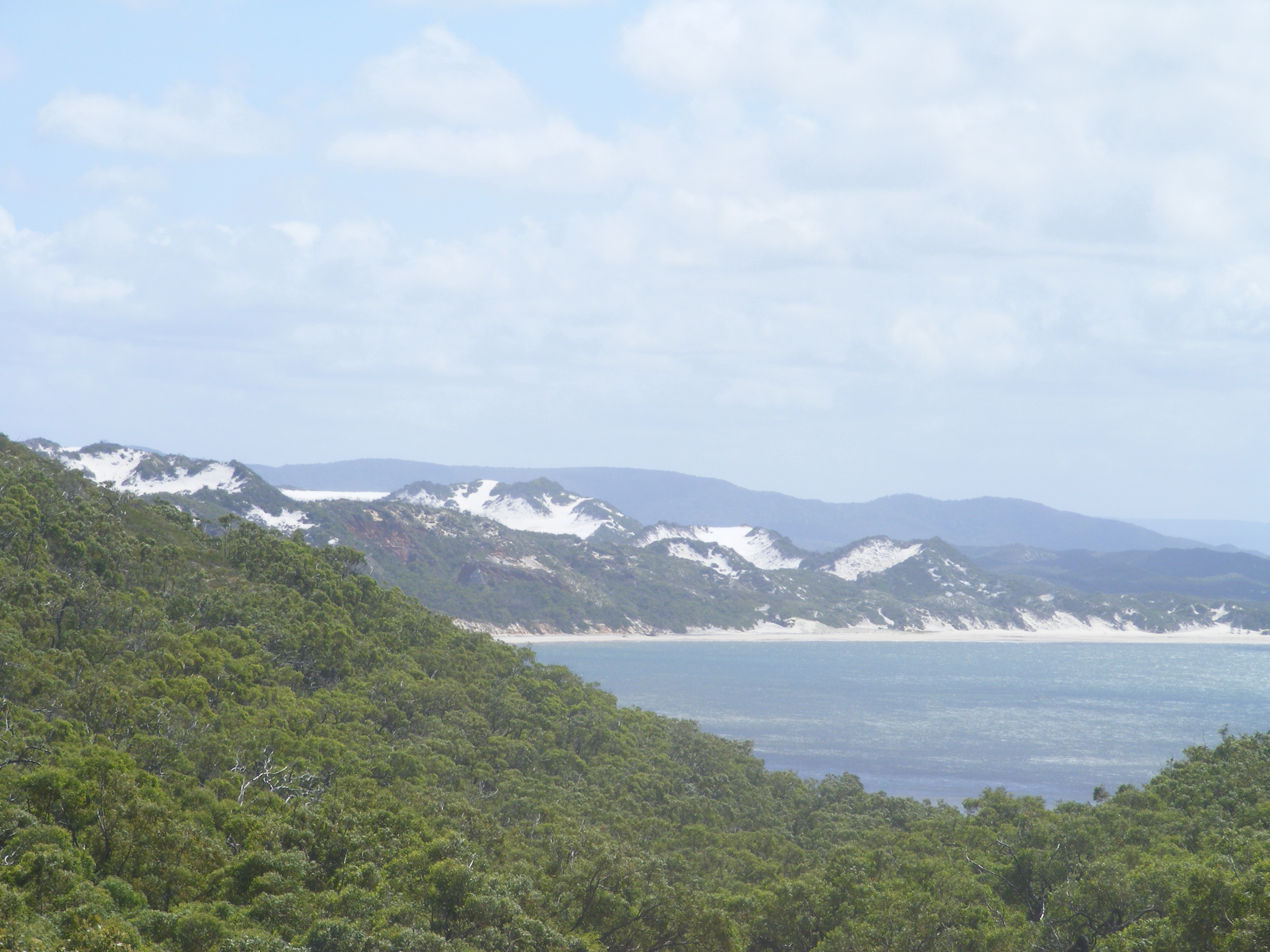
Dunas de arena en torno a Cape Flattery.

En el punto más ancho de la península, es de 430 km desde el río Bloomfield al sudeste, hasta la costa oeste, justo al sur de la comunidad aborigen de Kowanyama. Son unos 660 km desde la frontera sur de Cook Shire, hasta la punta del cabo York.

### Suelo
Los suelos son notablemente infértiles incluso en comparación con otras zonas de Australia, están casi completamente laterizados y, en la mayoría de los casos, tan viejos y meteorizados que hoy en día existe muy poco desarrollo (clasificado en la taxonomía del suelo de 'USDA como orthents). Es debido a esta extraordinaria pobreza del suelo que la región está tan poco asentada: los suelos son tan impracticables y no responden a los fertilizantes que los intentos de cultivar cultivos comerciales suelen fracasar.

### Ríos

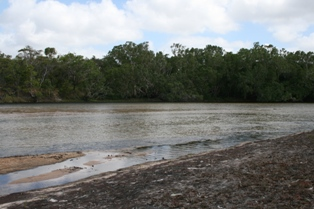
Río Jardine, en el norte de la península del cabo York, en la base del mismo jefe de York.

La cresta peninsular forma la divisoria de drenaje entre el golfo de Carpentaria y el mar del Coral. En el oeste, una serie de grandes sistemas fluviales sinuosos, como las cursos Mitchell, Staaten, Coleman, Holroyd, Archer, Watson, Wenlock, Ducie y Jardine, vierten sus aguas en el golfo de Carpentaria. Durante la estación seca, estos ríos se reducen a una serie de pozos de agua y camas de arena. Sin embargo, con la llegada de lluvias torrenciales a la estación húmeda, se hinchan hasta poderosos cursos de agua, se extienden por extensas llanuras inundables y humedales costeros y dan vida a una gran variedad de especies de agua dulce y zonas húmedas.
En las vertientes orientales, los ríos Jacky Jacky Creek, Olive, Pascoe, Lockhart, Stewart, Jeannie y Endeavour, más cortos y de flujo más rápido, fluyen hacia el mar de Coral, proporcionando agua dulce y nutrientes importantes a la sección más saludable de la Gran Barrera de Coral. En su camino, estos ríos salvajes y tranquilos están revestidos de densos bosques tropicales, dunas de arena o manglares.

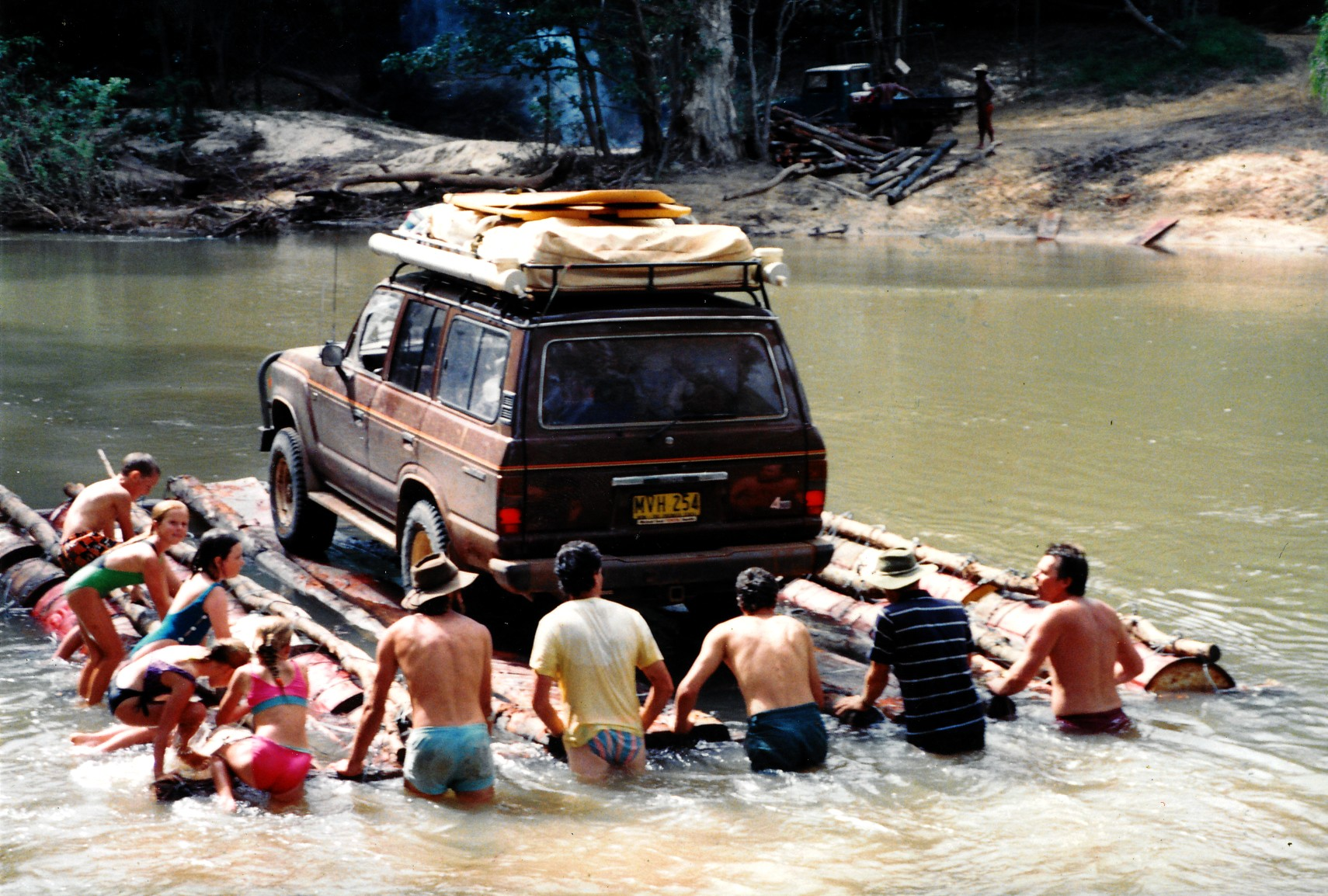
Turistas cruzando el río Wenlock durante la estación húmeda.

Las llanuras inundables de la cuenca Laura, que están protegidas en los parques nacionales de los ríos Rinyirru y Jack, están atravesadas por los ríos Morehead, Hann, North Kennedy, Laura, Jack y Normanby.
Las cuencas fluviales de la Península destacan por su excepcional integridad hidrológica. Con poca perturbación tanto en los flujos de agua como en la cubierta vegetal a través de las captaciones enteras, la península del cabo de York se ha identificado como uno de los pocos lugares en los que los ciclos del agua tropical permanecen esencialmente intactos. La península del cabo York contribuye hasta una cuarta parte de la escorrentía superficial de Australia. De hecho, con sólo un 2,7% de la superficie terrestre de Australia, produce más escorrentía que toda Australia en el sur del trópico de Capricornio. Aprovechando estas fuertes lluvias tropicales, los ríos de la península también tienen una importancia especial para reponer la Gran Cuenca Artesiana de Australia central. Actualmente, el gobierno de Queensland está dispuesto a proteger a 13 de los ríos salvajes de la península del cabo York bajo la Ley de ríos salvajes de 2005.

### Clima
El clima de la península de Cape York es de sabana tropical en el sur, con una intensa temporada de monzones de noviembre a abril, período durante el cual el bosque se vuelve casi inhabitable, y una estación seca de mayo a octubre. La temperatura es de cálida a calurosa, con un clima más fresco en las zonas más altas. Las temperaturas medias anuales oscilan entre 18 °C en cotas más altas hasta 27 °C en las tierras bajas del suroeste más seco. Temperaturas superiores a 40 °C y por debajo de 5 °C son raros.
Las lluvias anuales son elevadas, superando 2.000 mm en la cordillera del hierro y en el norte de Weipa hasta unos 700 mm en la frontera sur. Casi toda esta lluvia cae entre noviembre y abril, y sólo en las vertientes orientales de la Cordillera del Hierro la pluviometría media entre junio y septiembre está por encima de 5 mm. Sin embargo, entre enero y marzo la media de precipitaciones mensuales oscila entre unos 170 mm al sur a más de 500 mm en el norte y en la Sierra del Hierro.

### Demografía
Las principales ciudades de Washington en la meseta del Columbia son:
- Davenport
- Reardan
- Kennewick
- Moses Lake
- Pasco
- Pullman
- Richland
- Spokane
- Walla Walla
- Yakima*
- Goldendale

y las de Oregón son:
- Hermiston
- Hood River
- Pendleton
- The Dalles

## Historia

### Exploración europea

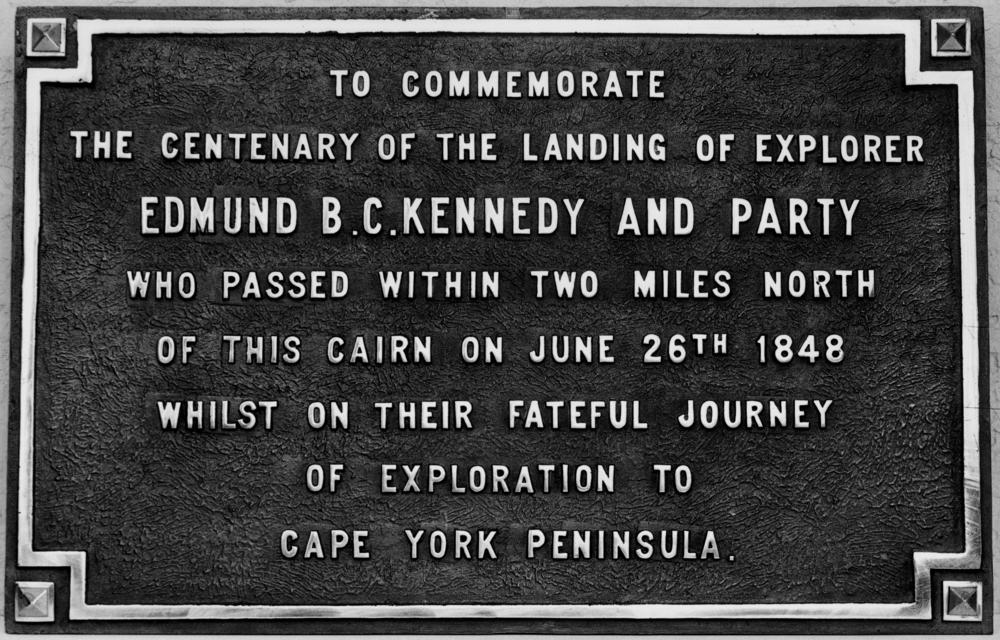
Piedra conmemorativa de Edmund BC Kennedy, inaugurada en Cardwell, 1948. En 1848, Kennedy, asistente-agrimensor de Nueva Gales del Sur, dirigió una expedición para explorar la península del cabo de York.

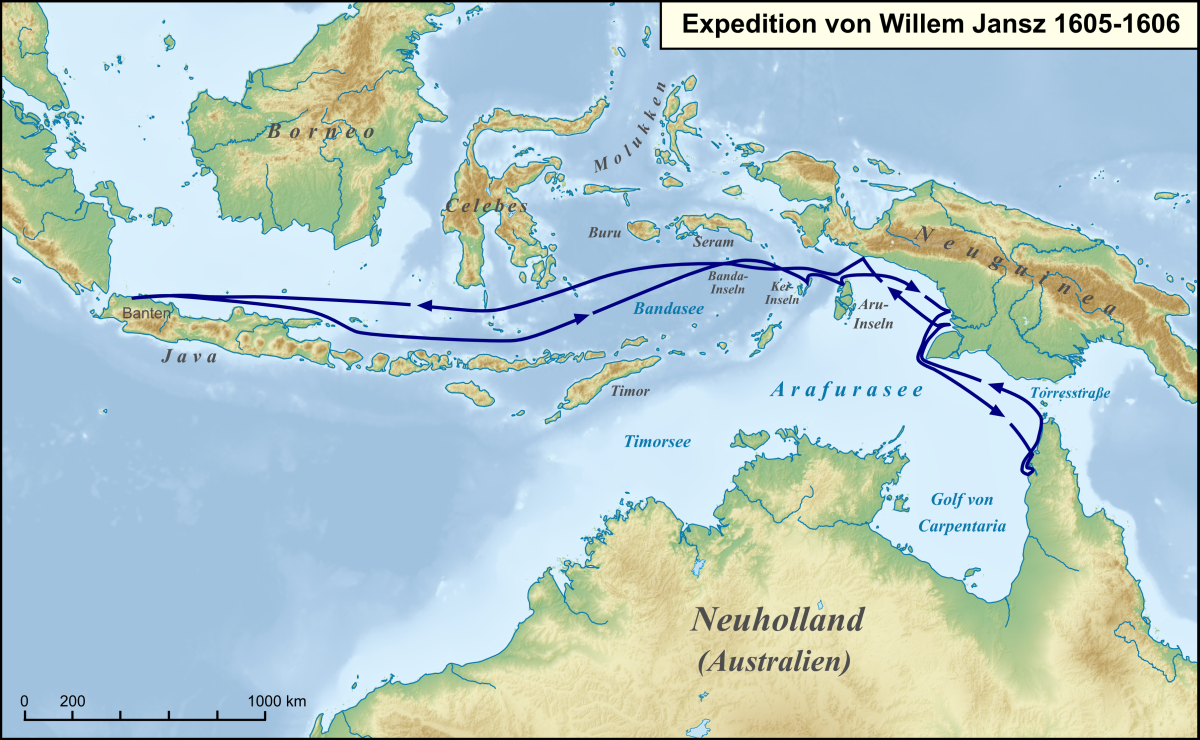
Tour de Willem Jansz con el barco Duyfken, en 1605-1606.

En febrero de 1606, el navegante holandés Willem Janszoon desembarcó cerca del sitio de lo que hoy es Weipa, en la costa occidental de la península del cabo de York. Éste fue el primer desembarco registrado de un europeo en Australia, y también marcó el primer contacto entre europeos y aborígenes australianos.
Edmund Kennedy fue el primer explorador europeo que intentó una expedición terrestre a la península de Cabo York. Había sido el segundo al mando de Thomas Livingstone Mitchell en 1846 cuando se halló el río Barcoo. El objetivo era establecer una ruta hacia la punta de la península, en la que los empresarios de Sydney intentaban desarrollar un puerto para el comercio con las Indias Orientales.
La expedición partió desde la bahía de Rockingham, cerca de la actual ciudad de Cardwell, en mayo de 1848, y resultó ser uno de los grandes desastres de la exploración australiana. De los trece hombres que se marcharon, sólo tres sobrevivieron. Los demás murieron de fiebre o de hambre, o fueron atacados por aborígenes hostiles. Kennedy murió de heridas de lanza casi a la vista de su destino en diciembre de 1848. El único superviviente que completó el viaje fue Jackey Jackey, un aborigen de Nueva Gales del Sur. Dirigió un grupo de rescate a los otros dos que no habían podido continuar.
La punta de la península del cabo York fue finalmente conseguida por los europeos en 1864 cuando los hermanos Francis Lascelles (Frank) y Alexander William Jardine, junto a ocho compañeros, condujeron un grupo de ganado desde Rockhampton hasta el nuevo asentamiento de Somerset (en la punta de York) donde el padre de los Jardine era comandante. En el camino perdieron la mayoría de sus caballos, muchas de sus tiendas y lucharon en batallas campales con los aborígenes, y finalmente llegaron en marzo de 1865.

### Primer contacto
El primer contacto conocido entre los europeos y los aborígenes se produjo en la costa oeste de la península en 1606, pero no fue resuelto por los europeos hasta el siglo XIX cuando se establecieron comunidades de pescadores, después estaciones y más tarde ciudades mineras. El asentamiento europeo provocó el desplazamiento de las comunidades aborígenes y la llegada de los isleños del estrecho de Torres al continente.